# Fjärdsminnet
Fjärdsminnet är ett sund i Finland.   Den ligger i landskapet Österbotten, i den västra delen av landet, 400 km nordväst om huvudstaden Helsingfors.
Fjärdsminnet ligger mellan Vasklot och Öjen. Namnet betyder "fjärdens mynning" och är Södra Stadsfjärden förbindelse med Korshamnsfjärden. Fjärdsminnet är till stora delar avskuret av Myrgrundsvägens vägbankar, endast en mindre bro erbjuder en passage för båttrafik.